# Varanus macraei
Varanus macraei är en ödleart som beskrevs av Böhme och Jacobs 200. Varanus macraei ingår i släktet Varanus och familjen Varanidae. Inga underarter finns listade i Catalogue of Life.
Arten förekommer på ön Batanta som ingår i Raja Ampatöarna, väster om Nya Guinea. Honor lägger ägg.

## Bildgalleri

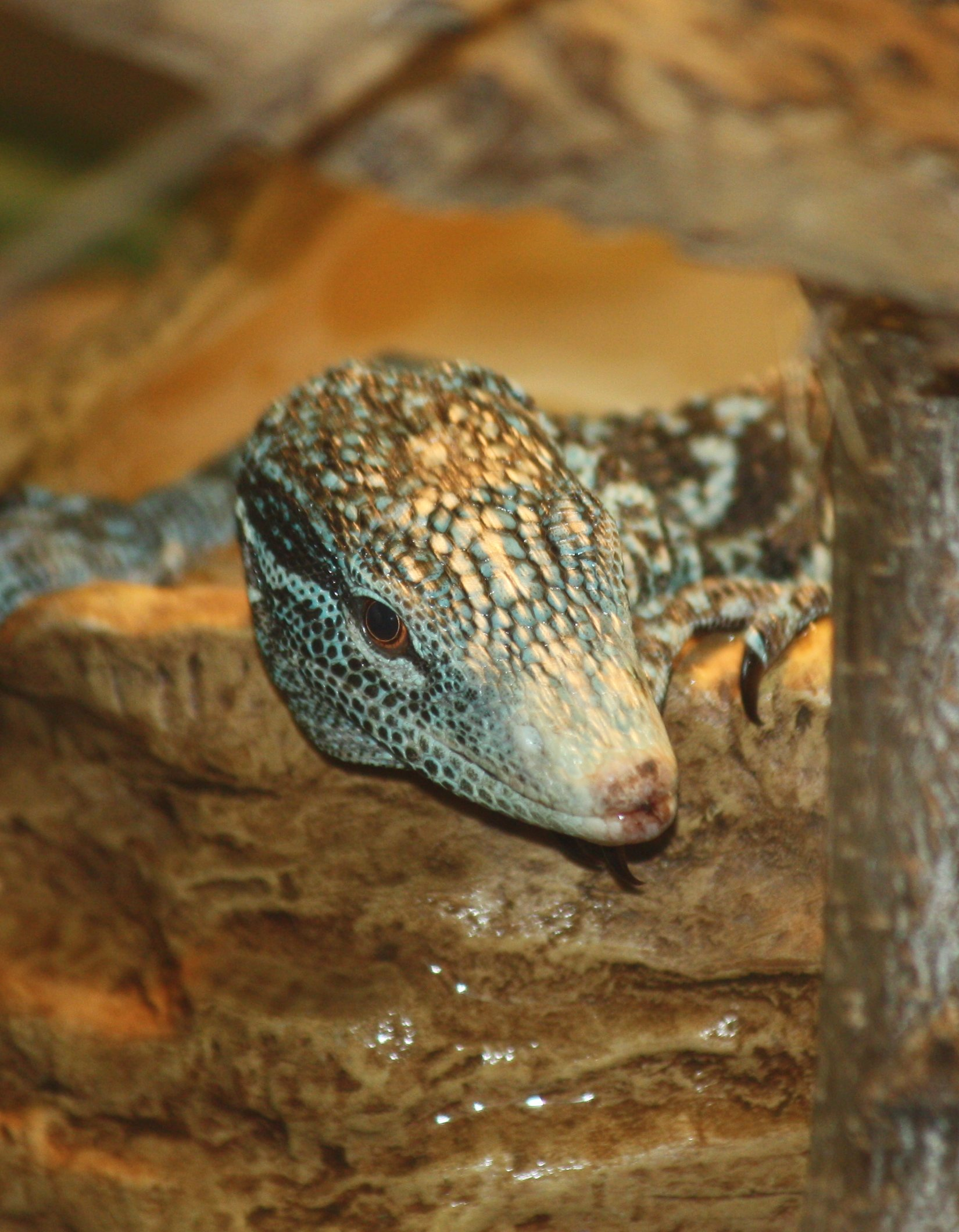
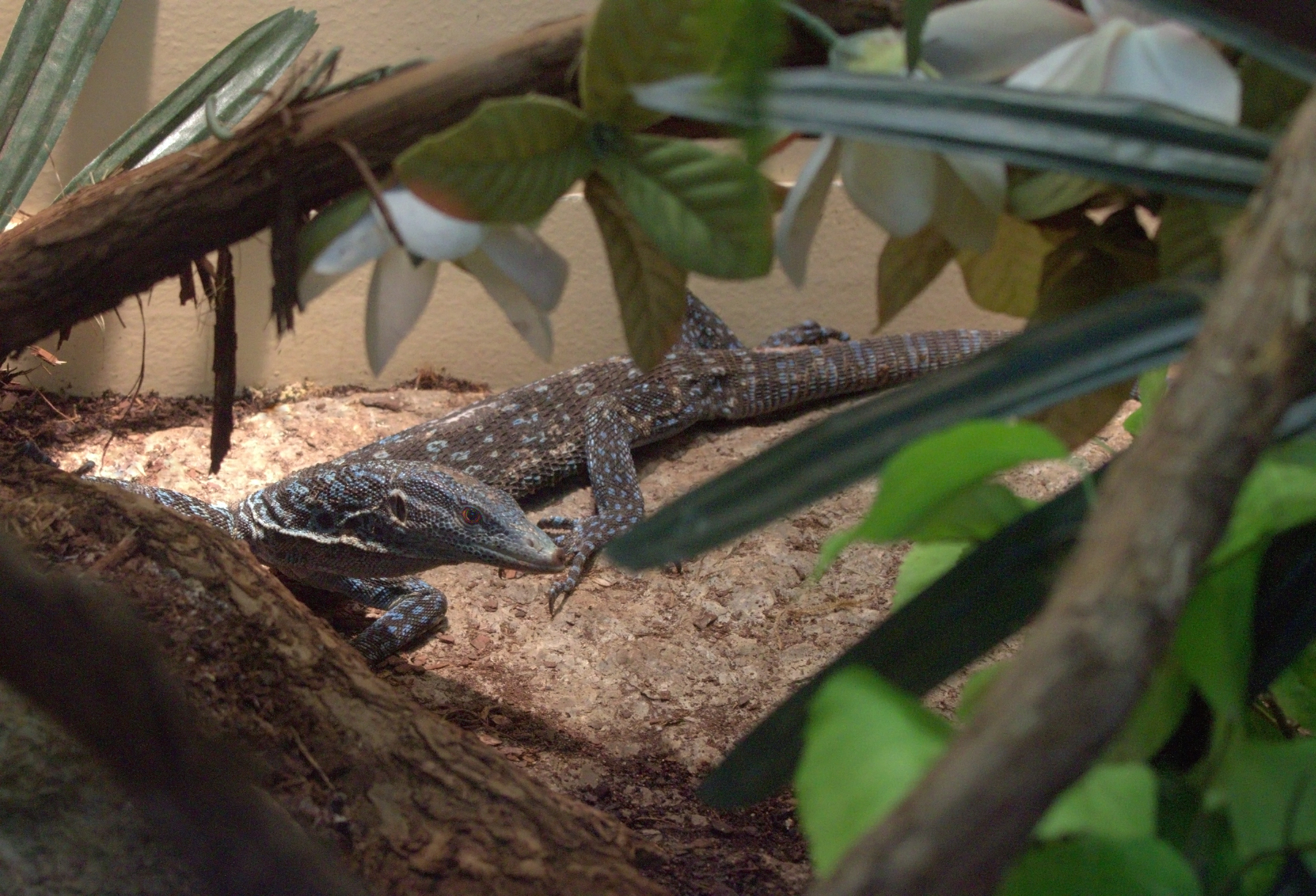